# Себастьян, Джозеф Мэтью
Джозеф Мэтью Себастьян (Себастиан, англ. Joseph Matthew Sebastian; 7 июля 1891 — 25 июня 1944) — профсоюзный и политический деятель стран Карибского бассейна. Считается одним из основателей рабочего движения на Сент-Китсе.

## Ранние годы
Джозеф Мэтью Себастьян родился в 1891 году в Джонсонс-Пойнте, в приходе Святой Марии (Антигуа). После этого он выучился на учителя. Он поступил в колледж Мико на Ямайке, который окончил с отличием, будучи лучшим в классе. Он долгое время работал педагогом, прежде чем оставил эту профессию, чтобы посвятить себя делу защиты рабочего класса Сент-Китса. Вначале Себастьян вернулся на родную Антигуа, но вскоре после этого англиканская церковь, в которой он был мирянином-чтецом, членом церковного совета и членом хора, назначила его директором начальной англиканской школы Св. Георгия в Бастере (Сент-Китс). 

## Семья
8 января 1913 года Себастьян женился на мисс Инес Веронике Ходж, от которой у него было 12 детей.
В 1995 году единственный доживший до этого времени сын Джозефа Себастьяна, Катберт Себастьян, был назначен генерал-губернатором Сент-Китса и Невиса и принял присягу 1 января 1996 года. В 1996 году королева Елизавета II посвятила его в рыцари.

## Всеобщая благотворительная ассоциация
В 1917 году Фредерик Соломон и Джордж Уилкс вернулись на Сент-Китс из Соединённых Штатов. К ним присоединился Джозеф Александр Натан, покинувший Нью-Йорк несколькими годами ранее. Все трое были вдохновлены Маркусом Гарви и начали распространять его послание о новой надежде для бедных чернокожих. Натан уже был торговцем на Сент-Китсе и решил возглавить движение, целью которого было искоренить голод и нищету среди рабочего класса, а также установить приемлемый уровень жизни. Все трое основали Всеобщую благотворительную ассоциацию, занимавшуюся (Universal Benevolent Association), среди прочего, обучением чтению, письму и основам арифметики. Кроме того, Ассоциация собирала сбережения и обеспечивала выплаты пособий в случае смерти.
В 1918 году президентом Всеобщей благотворительной ассоциации стал Себастьян.
Вместе Соломон, Уилкс и Натан основали организацию под названием «Союз» (Union), целью которой была помощь бедным, бесправным, маргинализированным и обездоленным — в частности, тем, кто работал на плантациях сахарного тростника и на сахарном заводе. Соломон был президентом, Натан — секретарём, а Уилкс — казначеем.

## The Union Messenger
В 1921 году «Союз» обзавелся собственной газетой «The Union Messenger», которая стала рупором его идей социальных реформ и реконструкции. Сегодня газета существует под названием The Labour Spokesman.
Именно тогда Себастьян оставил учительство, чтобы стать главным редактором газеты и президентом «Союза». Перед смертью Себастьян выкупил права на газету и владел печатным станком, который использовался в The Union Messenger. После смерти Себастьяна право собственности перешло к его вдове, Инес Веронике Себастьян, которая затем разрешила газете продолжать использовать печатный станок (на неограниченный срок) и назначила редактором The Union Messenger Джозефа Натаниэля Франса.
Себастьян всегда помещал в начало The Union Messenger знаменитые строки из второй инаугурационной речи Авраама Линкольна: «Не питая ни к кому злобы, преисполненные милосердия, твердые в истине». Кроме того, в каждом выпуске The Union Messenger также появлялось следующее посвящение: «Посвящён служению народу, чтобы ни одно доброе дело не осталось без защитника, и чтобы зло не процветало, не встречая сопротивления».
В своей работе в The Union Messenger Себастьян уделил особое внимание проблемам, с которыми сталкивается бесправное население Сент-Китса и Невиса: жильё, здравоохранение и санитария, образование и эксплуатация детей. Хотя некоторые экземпляры сохранились в частных коллекциях, большинство редакционных статей Себастьяна были уничтожены, когда сгорело здание суда на Ист-Сквер-стрит. Газета Union Messenger пользовалась большой популярностью в Вест-Индии, США и Великобритании.

## Политическая и профсоюзная деятельность
В 1932 году Себастьян стал одним из основателей левоцентристской политической партии «Рабочая лига Сент-Китса» (ныне известной как Лейбористская партия Сент-Китса и Невиса), которую возглавлял Томас Манчестер. Себастьян был членом её Исполнительного совета. Его Messenger продолжал публиковать статьи, в которых поднималась проблема бедственного положения рабочего класса. Когда в 1935 году газета опубликовала статью ио повышении заработной платы для рабочих сахарной промышленности, власти обвинили Себастьяна и Натана в последовавших за этим беспорядках.
В 1940 году Себастьян был впервые избран в Законодательный совет Сент-Китс-Невиса-Ангильи. Переизбран в 1943 году. Он также был назначен членом Исполнительного совета колонии Подветренных островов, заседавшего в Антигуа, где находилась штаб-квартира Подветренных островов. Кроме того, в том же году Себастьян был избран в Федеральный исполнительный совет колонии.
Себастьян был среди основателей Профсоюза Сент-Китса и Невиса в 1940 году. Однако когда в апреле того года рабочие сахарного завода объявили забастовку, Себастьян, предвидя, с какими трудностями им придётся столкнуться, призвал их вернуться к работе. Реакция рабочих была весьма враждебной; они разыскивали Себастьяна с мачете и ножами; впрочем, они не причинили ему вреда.
В 1942 году Себастьян сменил Манчестера на посту президента Рабочей лиги. В 1943 году, в связи с надвигающейся всеобщей забастовкой и последовавшим за этим выходом Эдгара Челленджера из профсоюза, Себастьян вновь оказался в авангарде профсоюзного руководства. Однако 25 июня 1944 года Себастьян внезапно скончался.